# 旭川日通事件
旭川日通事件（あさひかわにっつうじけん）とは、1981年に北海道旭川市で起きた日通社員が殺害された事件である。
起訴された被告も違法捜査が発覚して求刑をしないまま無罪判決が確定するという異例の展開をたどり、未解決事件となった。

## 概要
事件は1981年10月31日の朝に日通（日本通運株式会社）旭川支店近文営業所の当直室で被害者Aが殺害されているのが発見されて発覚した。
司法解剖の結果30日～31日にかけて頸動脈などが切断されて出血死したと判明。警察は怨恨と物取りの両面から捜査していたが、物的証拠がなく捜査は難航した。
事件があった年に北海油脂株式会社において、同社社員Bが被害者Aと組んで大豆を横流しして殺害されるまでの三年間の間に約二千八百万円を横領したと社長に報告した後、1981年11月6日に自首した。同社は事件を穏便に済ましたいということもあって司法警察員面前調書を作成して不問となったことがあった。
捜査が難航する中、警察は被害者AとBが大豆横領で仲違いがあったのではないかとみて1982年8月17日に一度は不問にした業務上横領の罪で逮捕した。再逮捕、勾留、勾留延長となりその後に、業務上横領の罪で起訴した。一か月近くの取り調べの末、9月14日に殺人事件を自白。二十四通の自白調書が取られた後、10月7日に殺人罪で起訴された。

## 裁判経過
裁判では最初の公判の間は、被告は起訴事実を認めていたものの第四回公判以降は殺人について否認した。
弁護側は被害者は鋭利な刃物で切り付けられたとされていて返り血を浴びたと見られるが被告Bが犯行時に着用していたとされた服が保管されていたという車のトランクに血痕がないこと、事件発生時に被告の娘（長女）と電話をしてきた長女の担当教諭、被告の妻の供述からアリバイが成立すること、自白調書は長時間の取調べの中で強要されたものであり任意性も信用性もなく証拠能力はないと主張した。
裁判の中で自白調書は違法な勾留、逮捕の中で作成されたものだとして証拠能力はないと判断した。これに対して検察は殺人事件の事実関係について意見を述べず、求刑も行わないという異例の展開となった。
1985年3月20日、旭川地裁は、被告人と犯行を結び付ける物証は何一つないこと、アリバイが成立すること、自白調書は別件逮捕での長時間にわたる違法な取り調べによって得られたものだとして無罪判決を下した。検察は控訴せずに無罪判決が確定した。